# Azovske
Azovske (en ukrainien : Азовське), Azovskoïe (en russe : Азовское) ou Qalay (en tatar de Crimée) est une commune urbaine de la république autonome de Crimée, en Ukraine, occupée par la Russie depuis 2014. Sa population s'élevait à 3 798 habitants en 2013.

## Géographie
Azovske se trouve dans la partie septentrionale de la péninsule de Crimée, à 19 km au sud-est de Djankoï, à 80 km au nord-est de Simferopol et à 618 km au sud-est de Kiev. Le canal de Crimée du Nord et la route M-25 ou route européenne 97 passent à la limite nord de l'agglomération.

## Histoire
Le site d'Azovske fut habité dès l'âge du bronze. Des sites d'inhumation remontant au Ve siècle av. J.-C. y ont également été mis au jour. Aux XIe et XIIe siècles, la région était peuplée par des nomades. Lorsque la Crimée fut incorporée à l'Empire russe, en 1783, Kalaï était un petit village, dont le nom signifie « étain » en tatar de Crimée. En 1892, une gare ferroviaire fut ouverte à Kalaï, sur le chemin de fer de Feodossia. Au début du XXe siècle, le village grandit, comptant une dizaine de commerces de détail. De nouvelles maisons furent construites. En 1935, Kalaï devint le centre administratif du raïon de Kalaï. Dans les années 1930, le village possédait une usine de tricotage, une station de machines et de tracteurs (MTS), quelques industries agro-alimentaires (moulins à farine, élévateur à grains, viande et produits laitiers), une usine de briques et de tuiles, une centrale électrique. On y trouvait aussi une clinique et des institutions culturelles (maison de la culture, bibliothèque, parc de loisirs). Pendant la Seconde Guerre mondiale, Kalaï fut occupé par l'Allemagne nazie du 1er novembre 1941 au 10 avril 1944. Le 18 mai 1944, toute la population tatare de Crimée fut déportée vers les régions orientales de l'Union soviétique et le village fut renommé Azovskoïe (en russe), ou Azovske (en ukrainien).
Azovske a le statut de commune urbaine depuis 1957. En 1962, le raïon d'Azovske fut supprimé et la plus grande partie de son territoire rattachée au raïon de Djankoï.

## Population
Recensements (*) ou estimations de la population :
| 1805 | 1939* | 1959* | 1970* | 1979* |
| ---- | ----- | ----- | ----- | ----- |
| 36   | 1 554 | 3 034 | 4 298 | 4 102 |

| 1989* | 2001* | 2011  | 2012  | 2013  |
| ----- | ----- | ----- | ----- | ----- |
| 4 191 | 4 315 | 3 811 | 3 806 | 3 798 |

## Transports
Azovske est desservie par le chemin de fer, ligne Djankoï - Kertch.